# Campionati mondiali di pugilato dilettanti Junior 1998
I Campionati mondiali di pugilato dilettanti Junior 1998 si svolsero a Buenos Aires, in Argentina, dal 6 al 16 novembre 1998. Fu la decima edizione dei Campionati mondiali di pugilato giovanili. La competizione era sotto la supervisione dell'AIBA ed era la versione junior dei Campionati mondiali di pugilato dilettanti.

## Podi
| Giochi                               | Oro                            | Argento                        | Bronzo                                                |
| ------------------------------------ | ------------------------------ | ------------------------------ | ----------------------------------------------------- |
| Pesi supermosca (– 48 kilograms)     | Sorin Tanasie Romania          | Harry Cunningham Ireland       | Alexandr Bakhtin Russia Aman Batyrbayev Kazakhstan    |
| Pesi mosca (– 51 kilograms)          | Serik Jeylelov Kazakhstan      | Georgiy Balakshin Russia       | Darren Campbell Ireland Alexander Haan Germany        |
| Pesi gallo (– 54 kilograms)          | Servin Suleymanov Ukrania      | Bekzat Sattarkhanov Kazakhstan | Ceferino Labarda Argentina Hamisi Durst Germany       |
| Pesi piuma (– 57 kilograms)          | Israel Hector Perez* Argentina | Armando Bouza Cuba             | Dmitriy Svetlichnyy Ukraine Aidar Gazetdinov Russia   |
| Pesi leggeri (– 60 kilograms)        | Anton Solopov Russia           | Miguel Angel Cotto Puerto Rico | Darius Jasevicius Lithuania Constantin Mirica Romania |
| Pesi superleggeri (– 63,5 kilograms) | Yuriy Tomashov Ukraine         | Geard Ajetovic Yugoslavia      | Omer Akdi Turkey Inocente Fiss Cuba                   |
| Pesi welter (– 67 kilograms)         | Khamzat Ustarkhanov Russia     | Dimitri Sartison Germany       | Lucian Bute Romania Dejan Ribac Yugoslavia            |
| Pesi medi (– 71 kilograms)           | Sergey Kostenko Ukraine        | Chris Hamilton Australia       | Baurzhan Kairmenov Kazakhstan Sergey Kazantsev Russia |
| Pesi medi (– 75 kilograms)           | Mathias Kempe Germany          | Vladimir Fedotov Russia        | Andrey Fedchuk Ukraine Olzhas Orazaliev Kazakhstan    |
| Pesi mediomassimi (– 81 kilograms)   | Yohanson Martinez Cuba         | Hugo Hernan Garay Argentina    | Giovanni Alvarez Sweden Mikhail Murinchik Russia      |
| Pesi massimi (– 91 kilograms)        | Odlanier Solís Cuba            | Sebastian Ceballos Argentina   | Levon Paytan Armenia Evgeniy Arkhipov Russia          |
| Pesi supermassimi (+ 91 kilograms)   | Bagrat Oganyan Armenia         | Pavel Storozhyuk Kazakhstan    | Valeriy Chechenev Russia Javier Mora USA              |

- Dopo i campionati l'israeliano Hector Perez (57 kg) è stato squalificato